# Epidendrum cooperianum
Epidendrum cooperianum Bateman, 1867, è una pianta della famiglia delle Orchidacee endemica del Brasile.

## Descrizione
È un'orchidea di grandi dimensioni a comportamento epifita. E. cooperianum presenta steli robusti eretti, che portano foglie alterne, coriacee, rigide, ligulate, ad apice acuto.
La fioritura avviene normalmente in primavera, mediante un'infiorescenza terminale, racemosa, lunga da 10 a 15 centimetri, prima eretta e poi pendula, densamente fiorita, recante molti fiori. Questi sono grandi mediamente 3 centimetri o poco più, hanno petali e sepali a forma di clava, di colore verde variegato di marroncino; il labello è molto appariscente, imbutiforme e trilobato di colore bianco che sfuma al rosa intenso.

## Distribuzione e habitat
La specie è un endemismo del Brasile e della Guyana.

## Coltivazione
Questa pianta ha necessità di poca luce, poca acqua e temperatura miti per tutto l'anno, leggermente più basse dopo la fioritura.